# Brasserie Jean Tout Seul
 (avril 2021).
Si vous disposez d'ouvrages ou d'articles de référence ou si vous connaissez des sites web de qualité traitant du thème abordé ici, merci de compléter l'article en donnant les références utiles à sa vérifiabilité et en les liant à la section « Notes et références ».
La Brasserie Jean Tout Seul est une entreprise belge située dans le village  de Bois-de-Lessines faisant partie de la commune de Lessines en province de Hainaut. Elle produit deux bières artisanales : la Trompeuse et la Fidèle

## Histoire
La brasserie Jean Tout Seul, un nom qui fait sourire et suscite bien des interrogations… Sachez que Jean Tout Seul a bien existé mais qu’il n’était pas brasseur. Sa petite-nièce, Marielle Coenjaerts, elle, l’est devenue. La Trompeuse est donc une des rares bières belges à être brassée par une femme. La brasserie tire son nom de l’histoire de la maison dans laquelle se situent ses installations. Le dernier occupant de l’antique demeure avant que Marielle ne s’y installe était le grand-oncle de celle-ci. Il se prénommait Jean et la tradition familiale était intarissable sur le côté original et décalé de cet ancêtre. En discutant avec les anciens du village, elle en a appris davantage. Notamment qu’en raison de son caractère solitaire et franchement acariâtre, il était surnommé « Jean Tout Seul ». Le patronyme l'a tout de suite séduit, tout comme l’idée de garder un lien avec le site sur lequel la brasserie allait voir le jour.
La micro-brasserie, fondée en 2009, judicieux mélange entre artisanat et modernité, fait partie des brasseries de Wallonie Picarde. Elle ne vise pas la grande production mais plutôt la convivialité et le plaisir partagé. Les aléas de la vie ont dissout l'équipe fondatrice, Marielle reprenant seule la tête de la société. Depuis 2012, l’artiste Xavier Parmentier, désormais associé à l’aventure, a permis de donner un nouveau souffle à cette mini-entreprise en mettant en place des synergies avec d’autres savoir-faire tels que la gastronomie ou l’art sous toutes ses formes.
La brasserie démarre avec une bière ambrée exclusivement à base de malts et de houblons soigneusement sélectionnés, sans épices ni aromates, ce qui permet de retrouver le goût d’un produit naturel mais néanmoins subtil au nez et au palais.

## Origine du nom
Les brasseurs ont choisi ce nom original en souvenir de Jean, un grand-oncle de Marielle Coenjaerts qui était le dernier occupant de la ferme avant que la brasserie ne s'y installe. Il était un personnage solitaire avec un caractère grincheux et franchement acariâtre et était donc surnommé Jean tout seul dans toute la région.

## Bière

### La Trompeuse
La Trompeuse est une bière blonde légèrement ambrée titrant 6,9 % en volume d'alcool brassée à partir de malts et de houblons sélectionnés sans ajout d'épices ni aromates. L'étiquette représente un éléphant dansant la trompe en l'air entouré par trois congénères. Au départ, les brasseurs voulaient produire une bière de 9 % qui en goûterait 6. D'où le nom de Trompeuse. Finalement cette bière est moins forte que prévu mais elle correspond parfaitement au goût que les brasseurs souhaitaient.

### La Fidèle
La Fidèle est une bière blonde ambrée de 5 %. Elle est créée en 2019 pour fêter les 10 ans de la brasserie et les 20 ans de l'Archer, le géant de Bois-de-Lessines. L'étiquette représente un inséparable tenant une flêche dans son bec, référence à l'Archer et aux archers.

## Source et liens externes
- http://www.hainaut-terredegouts.be/producteur/brasserie-jean-tout-seul/
- http://www.bierebel.com/brasseries-belges/brasserie-jean-tout-seul
- Martin Bonge, « "On brasse pour le plaisir" », sur L'Avenir, 10 octobre 2016 (consulté le 2 décembre 2024)
- « Une nouvelle bière: la Fidèle », sur L'Avenir, 4 novembre 2019 (consulté le 2 décembre 2024)